# Vlagyimir Georgijevics Beljajev
Vlagyimir Georgijevics Beljajev (oroszul: Владимир Георгиевич Беляев; Nalcsik, 1933. szeptember 15. – 2001. január 23.) szovjet válogatott orosz labdarúgókapus.
A szovjet válogatott tagjaként részt vett az 1958-as labdarúgó-világbajnokságon.

## Pályafutása

### Klubcsapatokban
Juniorként a Gyinamo Nalcsik klubban játszott. 1951-ben a Gyinamo Sztalingradban kezdte a profi labdarúgó pályafutását. 1953-ban a Gyinamo Moszkva játékosa lett, ahol 12 évig játszott Lev Jasin mellett. 1964-ben fejezte be a labdarúgó-pályafutását.

### A válogatottban
1957. augusztus 15-én mutatkozott be a szovjet válogatottban az 1958-as világbajnokság selejtező mérkőzésén Finnország ellen, amelyet 10–0-ra megnyertek. Összesen 5 mérkőzést játszott a nemzeti csapatban.

### Edzőként
A futballkarrierje befejezése után a Szpartak-Nalcsik együttesét segítette, majd kapusedzőként dolgozott.

## Sikerei, díjai

### Klubcsapatokkal
- Szovjet bajnok (3): 1957, 1959, 1963
- A szovjet bajnokság ezüstérmese (2): 1958, 1962
- A szovjet bajnokság bronzérmese (1): 1960
- Szovjet kupagyőztes (1): 1953
- Szovjet kupa ezüstérmese (1): 1955

### A válogatottal
- Világbajnokság résztvevője (1): 1958